# Comrie Glacier
Comrie Glacier är en glaciär i Antarktis. Den ligger i Västantarktis. Argentina, Chile och Storbritannien gör anspråk på området. Comrie Glacier ligger 735 meter över havet.
Terrängen runt Comrie Glacier är kuperad åt sydost, men åt nordväst är den bergig. Trakten är obefolkad. Det finns inga samhällen i närheten. 